# Raízes e Antenas
Raízes e Antenas é o segundo DVD ao vivo da cantora Elba Ramalho, lançado em 2008.
Gravado no Auditório Ibirapuera, na cidade de São Paulo, nos dias 19 e 20 de Maio de 2007, o show traz parte do repertório do álbum Qual o Assunto Que Mais Lhe Interessa?, lançado meses depois do show e anteriormente ao DVD, contando com canções como "Ave Anjos Angeli" (de Jorge Ben Jor), "Rua da Passagem (Trânsito)" (de Lenine e Arnaldo Antunes), "A Dança das Borboletas" (de Zé Ramalho e Alceu Valença) e "A Natureza das Coisas" (de Accioly Neto).
O DVD conta com as participações especiais dos cantores Lenine, Margareth Menezes e Gabriel o Pensador, do violonista Yamandú Costa e dos grupos de sopro Spok Frevo Orquestra e A Trombonada.

## Músicas
1. Toda Dor Passa (Abertura) (Tadeu Mathias, Bráulio Tavares) / Gaiola da Saudade (Jam da Silva, Maciel Salu)
2. Ave Anjos Angeli (Jorge Ben Jor)
3. A Natureza das Coisas (Accioly Neto)
4. Essa Alegria (Lula Queiroga) / Leão do Norte (Lenine, Paulo César Pinheiro)
5. Rua da Passagem (Trânsito) (Lenine, Arnaldo Antunes)
6. A Dança das Borboletas (Zé Ramalho, Alceu Valença)
7. Noite Severina (Lula Queiroga, Pedro Luís)
8. Estrela Miúda (participação especial: Lenine) (João do Vale, Luiz Vieira)
9. Miragem do Porto (participação especial: Lenine) (Lenine, Bráulio Tavares)
10. Conceição dos Coqueiros (Lula Queiroga, Lulu Oliveira, Alexandre Bicudo)
11. Palavra de Mulher (Chico Buarque)
12. Um Índio (participação especial: Yamandú Costa) (Caetano Veloso)
13. Dois Pra Sempre (Lula Queiroga)
14. Na Base da Chinela (participação especial: Margareth Menezes) (Tadeu Mathias, Bráulio Tavares)
15. Gostoso Demais (Dominguinhos, Nando Cordel)
16. Tempos Quase Modernos (Qual o Assunto Que Mais Lhe Interessa?) (participação especial: Gabriel o Pensador) (Roberto Mendes, Capinan)
17. Banho de Cheiro (Carlos Fernando) / Frevo Mulher (Zé Ramalho)

### Faixas bônus
1. Amplidão (Chico César)
2. Folia de Príncipe (Chico César) / Boi Cavalo de Troia (Pedro Osmar, Paulo Ró)

## Músicos participantes
- Marcos Arcanjo: guitarra e violão
- Yuri Queiroga: guitarra e programações
- Fernando Gaby: baixo
- Tostão Queiroga: bateria
- "Anjo" Caldas e Amarelo: percussão
- Toninho Ferragutti: acordeom
- Lui Coimbra: violoncelo
- Micheline Cardoso e Paula Tribuzi: vocais de apoio

### Músicos convidados
- Maestro Spok: sax-alto
- Spok Frevo Orquestra: sopros
- A Trombonada: sopros

### Participações especiais
- Lenine: voz em "Estrela Miúda" e "Miragem do Porto"
- Margareth Menezes: voz em "Na Base da Chinela"
- Gabriel o Pensador: voz em "Tempos Quase Modernos (Qual o Assunto Que Mais Lhe Interessa?)"
- Yamandú Costa: violão em "Um Índio"